# Quartinia funebris
Quartinia funebris är en stekelart som beskrevs av Kostylev 1935. Quartinia funebris ingår i släktet Quartinia och familjen Masaridae. Inga underarter finns listade i Catalogue of Life.